# سیمور اسدوف
سیمور اسدوف (ترکی آذربایجانی: Seymur Əsədov؛ زادهٔ ۵ مهٔ ۱۹۹۴) بازیکن فوتبال اهل جمهوری آذربایجان است.
از باشگاه‌هایی که در آن بازی کرده‌است می‌توان به باشگاه فوتبال شوالان اشاره کرد.